# The Hell or High Water
The Hell or High Water è il primo EP di canzoni inedite registrate in studio della band statunitense The Red Jumpsuit Apparatus, pubblicato il 24 agosto 2010. È il primo lavoro della band dopo la rottura con la Virgin Records ed è autoprodotto dalla band stessa.
Il sound delle canzoni del nuovo EP appaiono diverse da quello di Lonely Road, l'album precedente. I suoni armonici e tranquilli delle chitarre cambiano in veloci e aggressivi suoni emo/hardcore, ricordando molto lo stile del primo album della band, Don't You Fake It.

## Video musicali
Vennero registrati e pubblicati sul canale YouTube della band i video del singolo Choke, di Don't Hate e di Hell or High Water, pubblicati in questo ordine formando una serie. Nel primo video, la band entra nella sede di una casa discografica, uccidendo tutti i presenti a colpi di pistola. Nel secondo video si viene a sapere che la band è ricercata per assassinio e inseguita dalla polizia, mentre nel terzo e ultimo video i componenti dei Red Jumpsuit, raggiunti dalla polizia e in trappola, vengono tutti uccisi al minimo tentativo di resistenza. La morale della storia, a detta della band stessa, è che la violenza non è mai la soluzione per niente, perché ti si ritorcerà contro.

## Tracce
1. Casting the First Stone – 3:16
2. Choke – 2:50
3. Don't Hate – 3:38
4. Hell or High Water – 3:12
5. Will You Stand – 4:36
6. On My Own – 3:01
7. 21 and Up – 3:02

## Formazione
- Ronnie Winter – voce
- Joey Westwood – basso, cori
- Jon Wilkes – batteria, cori
- Duke Kitchens – chitarra ritmica, cori
- Matt Carter – chitarra solista, cori

## Classifiche
| Classifica (2010)         | Posizione massima |
| ------------------------- | ----------------- |
| Stati Uniti               | 189               |
| Stati Uniti (independent) | 36                |